# 二位尼 (小惑星)
(4959) 二位尼（にいのあま、英語: Niinoama）は、小惑星帯にある小惑星の一つである。1991年8月15日にアマチュア天文家の浦田武と名取亮が静岡県清水市（現・静岡市清水区）にあったJCPMやきいも観測所（JCPM ヤキイモ・ステーション）にて行った観測から発見された。新天体としての公式な発見は1991年であるが、その約40年前の1950年5月10日にパロマー天文台によって観測されていたことが明らかになっており、これも含めて、小惑星センター (MPC) には1991年の公式な発見までにパロマー天文台やサイディング・スプリング天文台、ヨーロッパ南天天文台 (ESO) などによって合計36回に渡って観測されていた記録がある。

## 特徴
(4959) 二位尼は、太陽から約 3.147 au（約 4億7078万 km）離れた軌道長半径を持つ軌道を5年半余りの公転周期で公転している。軌道の離心率が約 0.01 と非常に小さい真円に近い軌道を描いており、小惑星帯の中でも比較的外側を公転している小惑星の一つである。
測光観測を用いて自転に伴う光度曲線の変化を観測した研究では、この小惑星には自転に伴う見かけの等級の変化が 0.32 ± 0.04 等級発生しており、光度曲線の振幅からその自転周期は約4.7時間であると見積もられている。赤外線観測衛星のIRASやあかり、広視野赤外線探査機 (WISE) よる観測結果から求められる大きさには研究によって約 26.5 km から約 42.5 km と幅があり、アルベド（反射率）も約 0.04 から約 0.12 と差がある。

## 命名
固有名の Niinoama は、日本の平安時代に活躍した平清盛の妻として知られる二位尼（1126年 - 1185年）に因んでいる。二位尼は壇ノ浦の戦いでの敗北に際し、孫の安徳天皇を抱いて入水したと伝わる。
浦田は多くの小惑星に『平家物語』に登場する平安時代末期（保元・平治の乱から源平合戦にかけて）の歴史人物の名を付けている。二位尼の命名は1992年11月10日付で小惑星センターより発行された小惑星回報「M.P.C. 21132」において(4896) 巴御前、(4945) 池禅尼、および二位尼の娘に因む (5242) 建礼門院とともに命名が公表された。この他に、二位尼周辺の人物としては夫の (4375) 清盛や孫の (3902) 安徳が浦田によって小惑星に命名されている。